# Agamemnon
Agamemnon er i græsk mytologi konge af Mykene (el. Argos). Han hjælper sin lillebror kong Menelaos af Sparta med at få hans kone, den skønne Helena, tilbage fra Troja. Han var søn af Atreus.
Agamemnon var gift med Klytaimnestra, Helenas søster. Klytaimnestra var ikke som Helena halvt guddommelig og havde temperament. Før Agamemnon kunne tage til Troja, tvang jagtgudinden Artemis ham til at ofre sin yndlingsdatter, Ifigenia. Da hun også var Klytaimnestras yndling, blussede moderens had op. Under den trojanske krig, hvor hendes mand var væk i ti år, indledte hun en affære med Agamemnons fætter Aigisthos. Da Agamemnon vendte hjem med den skønne trojanske prinsesse Kassandra som elskerinde, myrdede fruen og hendes elsker dem begge. 
Det gav anledning til, at børnene Orestes og Elektra ønskede hævn over moderen og Aigisthos, og de blev dræbt af Orestes.